# Casa Memorială „Dinu Lipatti”
Casa Memorială „Dinu Lipatti” este o secție externă a  Muzeului Județean Argeș situată în localitatea Ciolcești. Colecția de importanță memorială prezintă obiecte care ilustrează viața și activitatea marelui pianist și compozitor român Dinu Lipatti (1917 - 1950). Muzeul prezintă numeroase obiecte ce au aparținut lui Dinu Lipatti (pianul Bechstein, diplome, partituri) și fratelui său, diplomatul și omul de cultură Valentin Lipatti, familiei, cunoștințelor din țară și străinătate, fotografii de familie: Dinu Lipatti la diferite vârste, alături de profesorii săi (George Enescu, Florica Muzicescu, Mihail Jora). Multe dintre fotografii sunt executate de Dinu Lipatti, deoarece acesta era un pasionat și talentat fotograf.
Clădirea muzeului este declarată monument istoric, având codul AG-IV-m-B-13936. 